# Conocyathus
Conocyathus is een geslacht van koralen uit de familie van de Turbinoliidae.

## Soorten
- Conocyathus fenestratus Tenison-Woods, 1879 †
- Conocyathus formosus Cairns, 2004
- Conocyathus gracilis Cairns, 1998
- Conocyathus sulcatus d'Orbigny, 1849 †
- Conocyathus zelandiae Duncan, 1876